# Polythlipta inconspicua
Polythlipta inconspicua là một loài bướm đêm trong họ Crambidae.